# Vesalea coriacea
Vesalea coriacea là một loài thực vật có hoa trong họ Kim ngân. Loài này được William Botting Hemsley miêu tả khoa học đầu tiên năm 1880 dưới danh pháp Abelia coriacea. Năm 2010 Sven Landrein chuyển nó sang chi Vesalea và hợp lệ hóa nó, do nó đã được Kim T. công bố không chính thức năm 1998.
Năm 2013 Maarten Christenhusz chuyển nó sang chi Linnaea. Năm 2015 Wang và cộng tác viên lại chuyển nó về chi Vesalea.
Loài này có tại đông bắc Mexico (Nuevo León, San Luis Potosí đến Veracruz).